# Ginger Snaps: Unleashed
Ginger Snaps: Unleashed er en canadisk horrorfilm fra 2004, fortsættelsen på Ginger Snaps.

## Handling
Ginger er død B smittet med hendes blod. Snart vil Gingers skæbne også blive B's. En varulv er efter hende for at ville parre sig, så B bliver aldrig det samme sted i lang tid. Da hun endnu engang er på flugt, ender hun på en afvendingsklinik. Her møder hun pigen Ghost, der gerne vil hjælpe. Det viser sig dog at Ghost's hensigter ikke er hvad de så ud til...